# Elena Anaya
Elena Anaya Gutiérrez (Palencia, 17 luglio 1975) è un'attrice spagnola.

## Biografia
Nata a Palencia, in Castiglia e León, Anaya debutta al cinema con un piccolo ruolo nel film Adiòs Naboelk del 1995, a cui segue l'anno seguente Africa, film in cui l'attrice ha una maggiore visibilità. La fama internazionale però arriva soltanto nel 2001 grazie alla sua interpretazione nel film Lucía y el sexo, per la quale viene candidata come migliore attrice non protagonista al premio Goya. Per la stessa interpretazione otterrà il premio de la Unión de Actores.
Dopo Lucía y el sexo, Elena Anaya recita, al fianco di Penélope Cruz, in Nessuna notizia da Dio e in Parla con lei di Pedro Almodóvar. Nel 2004 recita nel ruolo di una vampira in Van Helsing, in quello che probabilmente rimane il suo ruolo hollywoodiano più celebre. Nel 2006 è stata nominata come miglior attrice non protagonista ai Barcelona Film Award per il film horror Fragile - A Ghost Story. L'attrice è comparsa anche nel videoclip di Justin Timberlake SexyBack del 2006.
Nel 2011 recita al fianco di Antonio Banderas nel film La pelle che abito di Almodóvar; grazie a questo ruolo riceve il premio Goya come migliore attrice protagonista per la prima volta e il premio Fotogrammi d'argento come migliore attrice protagonista per la seconda volta (l'anno precedente lo aveva vinto per il film Room in Rome). Nel 2020 recita in Rifkin's Festival, film di Woody Allen.

### Vita privata
Dal 2008 al 2013 Elena ha avuto una relazione con la regista Beatriz Sanchís. Con la compagna Tina Afugu Cordero, ha avuto un figlio, nato a febbraio 2017.

## Filmografia

### Cinema
- África, regia di Alfonso Ungría (1996)
- Familia, regia di Fernando León de Aranoa (1996)
- ¿De qué se ríen las mujeres?, regia di Joaquín Oristrell (1997)
- Grandes ocasiones, regia di Felipe Vega (1998)
- Lágrimas negras, regia di Fernando Bauluz e Ricardo Franco (1998)
- Finisterre, donde termina el mundo, regia di Xavier Villaverde (1998)
- Las huellas borradas, regia di Enrique Gabriel (1999)
- El árbol del penitente, regia di José Maria Borrell (2000)
- El invierno de las anjanas, regia di Pedro Telechea (2000)
- Lucía y el sexo, regia di Julio Medem (2001)
- Nessuna notizia da Dio (Sin noticias de Dios), regia di Agustín Díaz Yanes (2001)
- Parla con lei (Hable con ella), regia di Pedro Almodóvar (2001)
- Rencor, regia di Miguel Albaladejo (2001)
- La habitación azul, regia di Walter Doehner (2001)
- Due tipi duri (Dos tipos duros), regia di Juan Martínez Moreno (2003)
- Van Helsing, regia di Stephen Sommers (2004)
- Fragile - A Ghost Story (Frágiles), regia di Jaume Balagueró (2005)
- Dead Fish, regia di Charley Stadler (2005)
- Stage Kiss, regia di Eduardo Carrillo (2006)
- Il destino di un guerriero, regia di Agustín Díaz Yanes (2006)
- Il bacio che aspettavo (In the Land of Women), regia di Jon Kasdan (2006)
- Miguel & William, regia di Inés París (2006)
- Savage Grace, regia di Tom Kalin (2007)
- Nemico pubblico N. 1 - L'istinto di morte (Mesrine: L'instinct de mort), regia di Jean-François Richet (2007)
- Nemico pubblico N. 1 - L'ora della fuga (Mesrine: L'ennemi public n° 1), regia di Jean-François Richet (2008)
- Sólo quiero caminar, regia di Agustín Díaz Yanes (2008)
- Hierro, regia di Gabe Ibáñez (2009)
- Cairo Time, regia di Ruba Nadda (2009)
- Room in Rome (Habitación en Roma), regia di Julio Medem (2010)
- Point Blank (À bout portant), regia di Fred Cavayé (2010)
- La pelle che abito (La piel que habito), regia di Pedro Almodóvar (2011)
- Todos están muertos, regia di Beatriz Sanchís (2014)
- The Infiltrator, regia di Brad Furman (2016)
- Zip e Zap - L'isola del capitano (Zipi y Zape y la isla del capitán), regia di Óskar Santos (2016)
- Wonder Woman, regia di Patty Jenkins (2017)
- Il presidente (La cordillera), regia di Santiago Mitre (2017)
- Rifkin's Festival, regia di Woody Allen (2020)
- Jaula, regia di Ignacio Talay (2022)

### Televisione
- Jett - Professione ladra (Jett) – serie TV, 9 episodi (2019)
- MotherFatherSon – miniserie TV, 5 puntate (2019)
- Professionals – serie TV, 10 episodi (2020)

### Cortometraggi
- Adiós Naboelk, regia di Mar Sampedro (1995)
- Ana y Manuel, regia di Manuel Calvo (2004)
- 9, regia di Candela Peña (2009)

## Doppiatrici italiane
Nelle versioni in italiano delle opere in cui ha recitato, Elena Anaya è stata doppiata da:
- Ilaria Latini in Fragile - A Ghost Story, Nemico pubblico N. 1 - L'istinto di morte, Nemico pubblico N. 1 - L'ora della fuga, Room in Rome, MotherFatherSon, Rifkin's Festival, Jett - Professione ladra
- Daniela Calò in Wonder Woman, Il presidente
- Monica Bertolotti in Lucía y el sexo
- Claudia Razzi in Van Helsing
- Laura Lenghi in Il destino di un guerriero
- Barbara De Bortoli in Il bacio che aspettavo
- Valentina Mari in Savage Grace
- Daniela Abbruzzese in Point Blank
- Federica De Bortoli in La pelle che abito